# Ius gentium
Ius gentium (z łac. prawo narodów) – część starożytnego prawa rzymskiego prywatnego, która odnosiło się do relacji prawnych obywateli rzymskich z cudzoziemcami.
W czasach nowożytnych termin ten zaczęto stosować na określenie dzisiejszego prawa międzynarodowego. Termin ten, choć rzadko, bywa używany także współcześnie.
Ius gentium w ujęciu filozoficznym oznacza prawa ustanowione przez ludzi (tak uważał np. Thomas Hobbes), bądź też prawa pierwotne wobec ludzkiej działalności prawodawczej. Ius gentium wyraża prawa najsprawiedliwsze spośród tych, jakimi mogą posługiwać się istoty tak niedoskonałe jak ludzie.